# 光照水电站
光照水电站位于贵州省晴隆县与关岭布依族苗族自治县交界的北盘江上，是北盘江干流开发“一库五级”的龙头水电站，是贵州省境内为数不多的具有不完全多年调节性能的大型水电电源点，是国家“西电东送”第二批开工建设的重点工程。设计安装4台单机容量26万千瓦的混流式水轮发电机组，总装机容量104万千瓦，年均发电量27.54亿千瓦时。电站于2003年5月开工建设，2008年8月建成并投产发电。电站大坝为混凝土重力坝，最大坝高195.5米，坝顶全长412米。电站水库为不完全多年调节水库，总库容32.45亿立方米，正常库容31.35亿立方米。
电站主体工程由中国水电集团旗下水电四局、七局、八局、九局、十一局、十二局、十六局等子公司承担，安装任务由水电七局负责。电站由贵州黔源电力股份有限公司负责运行管理。